# Enrique Policastro
Enrique Policastro (Buenos Aires, 5 de enero de 1898-Buenos Aires, 25 de junio de 1971) fue un pintor e ilustrador argentino.
Sus obras se enmarcan en la corriente de realismo social, en el costumbrismo y el expresionismo, con temas que aluden al desamparo, la injusticia, la miseria y la desolación; también se lo asocia con el nuevo realismo, en el que se alineaban Antonio Berni y Juan Carlos Castagnino. Sin embargo, su estilo es muy personal, no sujeto a lineamientos definidos.

## Biografía
Luego del fallecimiento de su padre en 1911, debió abandonar los estudios para comenzar a trabajar en una empresa de maquinaria agrícola. Cuatro años después comenzó a asistir al estudio del artista plástico y arquitecto Alejandro Christophersen y a los talleres de Federico Sartor y Julio Vila y Prades como ayudante durante cortos periodos; no tuvo una formación académica, por lo que se lo considera un autodidacta con influencias de las obras de artistas como Francisco de Goya, Eugène Carrière, Ignacio Zuloaga y Charles Cottet.

Tampoco he podido ir a Europa, y sé que me convendría. Se aprende mucho también, viendo las obras de los grandes artistas. Tal vez las mejores lecciones que he recibido han sido las que han dado Carrière, Cottet, Goya y algunos otros desde los cuadros suyos que hay en nuestro museo... Me he pasado ante ellos, estudiándolos, muchas horas.
Enrique Policastro.

Su primera exposición fue en 1925 en el XV Salón Nacional de Bellas Artes. En 1926 se unió a la Sociedad Argentina de Artistas Plásticos (SAAP), creada unos meses antes, en la que fue elegido presidente en 1947, 1948 y 1954. Formaba parte del Grupo de Boedo, una agrupación de artistas (escritores, pintores, músicos) con ideología de izquierda y orientada hacia la problemática social.
Fue director de Nueva Gaceta, publicación de cultura, arte y literatura, de la Agrupación de Intelectuales, Artistas, Periodistas y Escritores (AIAPE), en su segundo periodo después de unos años en los que no se publicó; asume la dirección en 1949, conjuntamente con Roger Pla y Héctor Pablo Agosti. En esta etapa la línea editorial se enfocó más hacia una temática literaria, alejándose del tono crítico y combativo que la caracterizara en sus inicios.
En 1956 fue contratado para pintar la cúpula de la Galería San José de Flores con Demetrio Urruchúa, Lino Enea Spilimbergo y Juan Carlos Castagnino, tres artistas integrantes del Taller de Arte Mural creado en 1936, quienes junto a Antonio Berni y Manuel Colmeiro Guimarás plasmaran su arte en las Galerías Pacífico en 1946.
La mayor parte de su vida trabajó como empleado en la Secretaría Electoral del Juzgado Federal; una vez jubilado, se dedicó plenamente a la pintura mientras viajaba por la Argentina.

A mi juicio es el único pintor que auténticamente pinta desolación. [...] Su pintura fue hasta no hace mucho tiempo como una casa en penumbras. Pero habituados los ojos a esa penumbra, se descubre una gran riqueza cromática, plena de pequeños pasajes.
Raúl Soldi

## Obras
Sus obras forman parte del acervo del Museo Provincial de Bellas Artes Timoteo Navarro, en Tucumán; el Provincial de Bellas Artes Emilio Pettoruti, en La Plata; el Nacional de Bellas Artes, el Castagnino+macro y el de Artes Plásticas Eduardo Sívori en Buenos Aires; el Museo Municipal de Artes Plásticas de Avellaneda; el Museo Municipal de Arte Juan Carlos Castagnino, en Mar del Plata; otros museos provinciales y municipales; y colecciones de entidades y particulares.
- 1916. El fogón de la cocina.
- 1925. La obrerita.
- 1925. Las traperas.
- 1925. Doña Carmen del Parque Patricio [sic].
- 1926. La masitera, óleo de 75 x 84 cm.[15]
- 1926. Retrato, óleo sobre lienzo de 59 x 53 cm.[16]
- 1927. El viejo de los gallos.
- 1928. Don Carlín, óleo sobre lienzo de 85 x 86 cm.
- 1929. Inmigrantes
- 1929. Niños comiendo melón.
- 1930. Chico y gallo.
- 1930. El baño.
- 1942. Composición dramática.
- c. 1945. El pésame, óleo sobre lienzo de 37 x 51 cm.[12]
- c. 1945. Velando a mi padre, óleo sobre lienzo de 39 x 50 cm.
- 1946. Cabeza de niño, óleo sobre lienzo de 40 x 30 cm.[17]
- 1947. Suburbio, óleo sobre aglomerado de 37 x 45,5 cm. Colección Museo Nacional de Bellas Artes, Buenos Aires.[18]
- 1947. El hombre y la tierra, óleo sobre lienzo de 193,2 x 136 cm. Colección Museo Castagnino+macro.
- 1950. Caballo muerto, óleo sobre lienzo de 75 x 91 cm.
- 1950. Alicia, pastel sobre papel de 37 x 30 cm.
- 1953. Caserío, óleo sobre lienzo de 93 x 120 cm.
- 1953. Paisaje del norte, óleo sobre lienzo de 36 x 55 cm.
- 1953. La sed.
- 1953. Las coyas, óleo sobre lienzo de 152 x 196 cm.
- 1954. Inundación en Sarandí.
- 1954. Laguna negra, óleo.
- 1955. Tormenta, óleo sobre papel de 23 x 33 cm.
- 1956. La Pachamama, mural en la Galería San José de Flores.
- 1956. Cabeza de niña, pastel sobre papel de 52 x 45 cm.
- 1956. Hermanas, óleo sobre papel de 39 x 29 cm.
- 1956. Ingeniero Jacobacci.
- 1956. Valle Encantado.
- 1956. Barrio Alto Bariloche, óleo sobre lienzo de 88 x 110 cm. Colección Museo Quinquela Martín.[19]
- 1957. Ranchito, témpera y pastel sobre papel de 23 x 33 cm.
- 1960. Almacén criollo.
- 1961. La costa, técnica mixta sobre papel de 25 x 35 cm.
- 1962. La pampa, óleo sobre lienzo. Colección Ministerio de Economía.[20]
- 1963. Pastando, témpera y pastel sobre papel de 33 x 49 cm.
- 1964. El incendio, óleo sobre lienzo de 35 x 40 cm.
- 1965. Depósito, óleo sobre aglomerado de 50 x 70 cm.
- 1965. A caballo por el campo, óleo sobre lienzo de 35 x 45 cm.
- 1965. Paisaje pampeano, óleo sobre lienzo de 40 x 50 cm.
- 1968. Paisaje solitario, óleo sobre lienzo de 25 x 50 cm.

### Ilustraciones
- 1954. La flor. Cuento de hadas. La mesa. Libro de cuentos de Leónidas Barletta.
- ------. Revista Tarja, publicada entre 1955 y 1960. Ilustración de portadas.[21]
- 1963. El diablo en Pago Chico. Cuento de Roberto Payró en Cuentistas y pintores, Editorial Universitaria de Buenos Aires.
- 1965. Revista Bibliograma (Boletín del Instituto Amigos del Libro Argentino). Ilustración de portada.
- 1966. Un día cinco voces. Poemario de Alicia Ghiragossian.

## Premios
Algunos de los galardones que le otorgaron fueron:
- 1926. Salón Nacional, premio Estímulo por la obra La masitera.
- 1929. Premio Estímulo por la obra Niños comiendo melón.
- 1929. II Premio Municipal por la obra Inmigrantes.
- 1930. Salón de Acuarelistas, primer premio por la obra El baño.
- 1932. Salón de Acuarelistas, premio Francisco Llobet.
- 1935. Comisión Nacional de Bellas Artes, primer premio.
- 1941. Salón de Rosario, medalla de oro.
- 1942. Salón Nacional, premio Jockey Club por la obra Composición dramática.
- 1947. Salón de Rosario, premio Adquisición por la obra El hombre y la tierra.
- 1948. XXV Salón de Santa Fe, premio Adquisición por la obra Mujer durmiendo.
- 1949. XXVI Salón de Santa Fe, primer premio por la obra El río.
- 1950. Sociedad Hebraica Argentina, primer premio.